# Graham Williamson
Graham Williamson (15 giugno 1960) è un ex mezzofondista britannico.

## Palmarès
| Anno                                | Manifestazione          | Sede              | Evento         | Risultato  | Prestazione | Note |
| ----------------------------------- | ----------------------- | ----------------- | -------------- | ---------- | ----------- | ---- |
| In rappresentanza della Regno Unito |                         |                   |                |            |             |      |
| 1979                                | Europei juniores        | Bydgoszcz         | 1500 m piani   | Oro        | 3'38"96     |      |
| 1979                                | Universiadi             | Città del Messico | 1500 m piani   | Oro        | 3'45"4      |      |
| 1982                                | Europei                 | Atene             | 1500 m piani   | dnf        | dnf         |      |
| 1983                                | Mondiali                | Helsinki          | 1500 m piani   | Semifinale | 3'45"84     |      |
| In rappresentanza della Scozia      |                         |                   |                |            |             |      |
| 1977                                | Mondiali di cross       | Düsseldorf        | Corsa U20      | 43º        | 24'57"      |      |
| 1977                                | Mondiali di cross       | Düsseldorf        | A squadre      | 7º         | 136 p.      |      |
| 1979                                | Mondiali di cross       | Limerick          | Corsa U20      | 23º        | 23'48"      |      |
| 1981                                | Mondiali di cross       | Madrid            | Corsa seniores | dnf        | dnf         |      |
| 1982                                | Giochi del Commonwealth | Brisbane          | 1500 m piani   | 4º         | 3'43"84     |      |

## Campionati nazionali
1978
- Argento ai campionati britannici, 1500 m piani

1979
- Argento ai campionati britannici, 1500 m piani - 3'39"27

## Altre competizioni internazionali[1]
1979
- Bronzo in Coppa Europa ( Torino), 1500 m piani - 3'38"34
- 7º ai Bislett Games ( Oslo), miglio - 3'53"81

1980
- Bronzo ai Bislett Games ( Oslo), miglio - 3'56"40
- 9º all'Athletissima ( Losanna), 800 m piani - 1'50"46

1983
- Bronzo ai Bislett Games ( Oslo), 1500 m piani - 3'34"01

1984
- 6º al Golden Gala ( Roma), 1500 m piani - 3'39"42